# هوارد جيمس هابارد
هوارد جيمس هابارد (بالإنجليزية: Howard James Hubbard)‏ هو كاهن كاثوليكي أمريكي، ولد في 31 أكتوبر 1938 في تروي في الولايات المتحدة.